# Cistrome
Cistrome se rapporte à l'ensemble de cibles d'action en cis à l'échelle d'un génome. 
Ce terme fut initialement établi par des chercheurs scientifiques du Dana-Farber Cancer Institute et de l'École de Médecine de l'université Harvard afin de définir le regroupement de cibles d'action en cis relié à un facteur d'action en trans sur l'échelle du génome. Des avancées technologiques, tel l'immunoprécipitation de la chromatine appliquée sur les micro-puces d'ADN ont considérablement facilité la définition du cistrome associé aux facteurs de transcriptions et aux autres protéines associées à la chromatine.